# Bedrena arterija
Bedrena arterija (lat. arteria femoralis) je krvna žila smještene među mišićima natkoljenice. Bedrena arterija se nastavlja na vanjsku bočnu arteriju (lat. arteria iliaca externa) u razini preponske sveze (lat. ligamentum inguinale), završava nakon što prođe kroz lat. hiatus tendineus.
kao zakoljena arterija (lat. arteria poplitea).

## Ogranci
Ogranci bedrene arterije su:
- lat. arteria epigastrica superficialis
- lat. arteria circumflexa ilium superficialis
- lat. arteria pudenda externa superficialis
- lat. arteria pudenda externa profunda
- lat. arteria profunda femoris
- lat. arteria genus descendes

- Dijelovi.[1]